# La Ballade de Tsugaru
Pour plus de détails, voir Fiche technique et Distribution.
La Ballade de Tsugaru (津軽じょんがら節, Tsugaru jongara bushi) est un film japonais de Kōichi Saitō sorti en 1973.

## Synopsis
Isako retourne dans son village natal dans la préfecture d'Aomori, à l’extrême nord de l'île de Honshū, accompagnée par son amant Tetsuo. Tous deux fuient Tokyo car Tetsuo est poursuivi par un clan yakuza dont il a tué le chef. Sans argent, Tetsuo s'ennuie vite dans ce pauvre village balayé par les vents qui fait face à l'océan. Pour passer le temps il s'amuse de Yuki, la jeune fille aveugle que l'on dit née d'un inceste et donne même un coup de main à Tamezo, le pêcheur de coquillages dont le fils a fui le village avec Isako des années auparavant.
Isako, elle, a le projet de faire construire une tombe pour son père et son frère morts en mer mais ses démarches pour toucher l'argent de l'assurance du bateau se soldent par un refus. Elle voit d'un mauvais œil Tetsuo tourner autour de Yuki, la jeune fille aveugle. Elle décide de repartir mais Tetsuo refuse de l’accompagner. Étrangement il semble avoir trouvé sa place dans ce village au bout du monde. Il devient l'amant de Yuki et passe ses journées avec Tamezo à pêcher. Mais les yakuzas à sa poursuite finissent par le retrouver et l'assassinent.

## Fiche technique
- Titre : La Ballade de Tsugaru
- Titre alternatif : Jongara[1]
- Titre original : 津軽じょんがら節 (Tsugaru jongara bushi?)
- Réalisation : Kōichi Saitō
- Scénario : Takehiro Nakajima et Kōichi Saitō
- Photographie : Noritaka Sakamoto
- Montage : Tomoyo Ōshima
- Musique : Chikuzan Takahashi, Goro Wakamiya, Juko Narumi, Gunbachirō Shirakawa et Doshuso Wadadumi
- Son : Takashi Sugizaki
- Producteur : Akihiko Shimada et Shosuke Taga
- Sociétés de production : Art Theatre Guild et Saitō Kōichi Production
- Sociétés de distribution : Art Theatre Guild et Tōhō
- Peintures : Shin'ichi Saitō
- Pays d'origine :  Japon
- Langue originale : japonais
- Format : couleur — 2,35:1 — 35 mm — son mono
- Genre : drame
- Durée : 103 minutes[2]
- Date de sortie :
  - Japon : 20 décembre 1973[2]

## Distribution
- Kyōko Enami : Isako Nakasato
- Akira Oda : Tetsuo Iwaki
- Mihoko Nakagawa : Yuki Sugimoto, la jeune fille aveugle
- Kō Nishimura : Tamezo Tsukamoto
- Hideo Satō : Shigeichi Kanayama, le patron du bar
- Minori Terada : Yutaka Akatsuka
- Haruko Toda : Waki Sugimoto, la grand-mère de Yuki
- Emiko Azuma : Fumie Sugimoto, la mère de Yuki
- Masako Tomiyama : Harumi
- Hisako Kawamura : Matsue
- Fudeko Tanaka : Itako, la prêtresse

## Autour du film
- Selon Tadao Satō, La Ballade de Tsugaru « est un poème cinématographique plein de sensibilité qui chante avec émotion le triste paysage de Tsugaru. Ce film est d'ailleurs devenu le symbole de la mode du retour à la nature »[3].
- Kōichi Saitō s'inspire pour ce film de la figure traditionnelle des goze, ces musiciennes aveugles itinérantes qui jouent du shamisen pour gagner leur vie. Le personnage de Yuki déclare vouloir devenir l'une d'entre elles et le réalisateur recourt à des inserts graphiques stylisés reprenant directement des peintures de Shin'ichi Saitō (1922-1994)[4] représentant des goze[5].

## Récompenses et distinctions
Sauf indication contraire, les informations mentionnées dans cette section peuvent être confirmées par la base de données cinématographiques IMDb,  présente dans la section « Liens externes ».
- 1974 : prix Kinema Junpō du meilleur film et du meilleur réalisateur pour Kōichi Saitō et de la meilleure actrice pour Kyōko Enami[6]
- 1974 : Prix du film Mainichi du meilleur film pour Kōichi Saitō, de la meilleure photographie pour Noritaka Sakamoto et du meilleur son pour Takashi Sugizaki[7]
- 1974 : Prix OCIC pour Kōichi Saitō au festival international du film de Saint-Sébastien